# قصة مزرعة إفريقية (فلم)
قصة مزرعة أفريقية (بالإنجليزية: The Story of an African Farm) هو فيلم جنوب أفريقي صدر عام 2004 من إخراح ديفيد ليستر استنادًا إلى روايةٍ صدرت عام 1883 تحمل نفس الاسم للكاتب والمؤلف أوليف شراينر.

## القصّة
يُصوّر الفيلم في مزرعة تقعُ على منحدرات كارو كوبجي جنوب إفريقيا في فترةٍ تعودُ إلى سبعينيات القرن التاسع عشر، حيثُ تعيش إم (تلعب دورها الممثلة أنيكي وايدمان) وليندال (تلعب دورها الممثلة كاشا كروبنسكي) ثمّ أوتو (الذي يلعبُ دوره الممثل آرمن مولر-شتال) مدير المزرعة الذي يرعى ابنه والدو (يلعبُ دوره الممثل لوك جالانت) المنشغل ببناء نموذج لآلة جز الأغنام يأمل أن تجعلهم جميعًا أغنياء.
تتغير الأشياء عندما يصلُ بونابرت بلينكينز الشرير غريب الأطوار (يلعب دوره الممثل ريتشارد جرانت) ذو الأنف المنتفخ والقبعة العجيبة. يدّعي بونابرت وجود رابطة دمويّة بينه وبين ويلينجتون والملكة فيكتوريا وهو ما يُؤثّر على بعض الشخصيّات في المزرعة.

## طاقم التمثيل
- آرمن مولر-شتال في دور أوتو
- ريتشارد جرانت في دور بونابرت بلينكينز
- كارين فان دير لاج في دور تانت ساني
- كاشا كروبنسكي في دور ليندال
- لوك جالانت في دور والدو
- آنكي ويدمان في دور إم
- إليزا سوانبويل في دور ترانا
- نيكول بيترسن في دور الخادمة تانت ساني
- كريس جان ستينكامب في دور شيب شيرر